# Taeniophyllum
Taeniophyllum là một chi phong lan trong họ Orchidaceae.